# Euphorbia sharmae
Euphorbia sharmae là một loài thực vật có hoa thuộc họ Đại kích. Loài này được U.C.Bhattach. mô tả khoa học lần đầu tiên vào năm 1967.